# قرار مجلس الأمن التابع للأمم المتحدة رقم 2500
قرار مجلس الأمن التابع للأمم المتحدة رقم 2500، المتخذ بالإجماع في 4 ديسمبر 2019.

## روابط خارجية
- نص القرار في undocs.org